# Lac Bolchoï Kissegatch (raïon de Tchebarkoul)
Le Lac Bolchoï Kissegatch (en russe : озеро Большой Кисегач, ozero balchoï kissegatch) est un lac de Russie, situé au sud-est de l'Oural, dans l'oblast de Tcheliabinsk.

## Géographie
Le Lac Bolchoï Kissegatch se situe dans le nord-est de l'oblast de Tcheliabinsk, à 5 km au nord-est de Tchebarkoul. Le lac a une forme allongée, d'une longueur de 6,3 km, et compte une douzaine d'îles et îlots, dont les plus grands se concentrent vers le nord. Les rivages du lac sont majoritairement rocheux, tandis que l'ensemble du site s'inscrit dans un contexte forestier.

## Hydrologie
D'une superficie de 14,2 km2. La profondeur est moyenne se stabilise autour de 12 m, pour un maximum de 34 m. L'eau, très limpide, permet une vision allant jusqu'à 10m sous la surface. En été, sa température varie entre 10 °C et 13 °C. Le Bolchoï Kissegatch est alimenté côté ouest par plusieurs rivières qui peuvent s'assécher complètement lors des années particulièrement chaudes.

## Toponymie
Le nom du lac, Bolchoï Kissegatch se traduit par Grand Kissegatch, par opposition au Petit Kissegatch, lac voisin au nord.

## Écosystème

### Faune
Les eaux du Bolchoï Kissegatch abritent une population relativement variée: perches, rotengles, brochets, tanches, corégones, grémilles, brèmes, Ide mélanotes, éperlans et écrevisses.
Canards et Mouettes et goélands du genre Larus nichent à proximité.

### Flore
Les rives du lac sont couvertes de forêt, composées de plusieurs essences: tilleul, aulne, pin, etc. qui accueillent les oiseaux du site.